# Рок Лі
Рок Лі (яп. ロック・リー Рок Лі) —герой  манґа- і аніме-серіалу «Naruto», створеного і намальованого манґакою Масаші Кішімото, хлопець із команди Майто Ґая (який є сенсеєм), що складається з нього, Неджі Г’юґа та кунойічі Тен Тен. 
В одному з інтерв’ю журналу «Shonen Jump»  Масаші Кішімото сказав, що йому найвеселіше малювати Рока Лі. Також він додав, що Сакура Гаруно і Рок Лі символізують людську слабкість (принаймні на початку серіалу). Так само, як і  Ґай, Лі намальований під враженням від знавця бойових мистецтв Брюса Лі, в них навіть однаковий день народження.
В опитуваннях щодо популярності персонажів журналу «Shonen Jump» Лі знаходився у першій десятці протягом перших чотирьох опитувань, а одного разу навіть посів п'яте місце. Однак, у недавніх опитуваннях Лі не потрапив у першу десятку. Попри це, Лі все одно посідає високе місце серед популярності персонажів. 
Рок Лі – персонаж, що одразу кидається в очі завдяки дещо смішній зачісці та дивній формі очей. Вперше він показаний у комічному образі, однак згодом розкривається глибина і благородність персонажу. Лі багато в чому відрізняється від решти ніндзя (як-от відсутністю таланту Ґенджутсу та Нінджутсу), однак завдяки впертості і зусиллям він досягає небувалого рівня.

## Характер
Рок Лі- людина, яка ніколи не здається і завжди йде до своєї мети: стати прекрасним ніндзя. Лі завжди ставить перед собою якесь завдання, і ніщо його не спинить, поки він його не виконає. Тоді Рок Лі проявляє надзвичайну впертість, не жаліючи себе. Ці риси характеру з'явилися через те, що Лі був одним з найгірших молодих ніндзя , не маючи таланту до Ґен- і Нінджутсу. 
Попри неймовірну рішучість у поставленій меті, Лі є надзвичайно добрим і відданим. Він готовий прийти на допомогу навіть малознайомим ніндзя, і завжди дотримується свого слова. Честь ніндзя- все для Рока Лі. Він ніколи не відмовиться від поєдинку і не соромиться сказати супротивнику про його рівень сили.
Лі- любитель всіляких змагань, не може пропустити шанс порівняти свою силу із найкращими. Будучи доволі смішним персонажем, Лі часто ставить перед собою комічні цілі( типу: “Якщо я впіймаю 20 листочків перед тим, як вони досягнуть землі, то Сакура Харуно закохається в мене. Якщо ні, то вона завжди вважатиме мене диваком”)

## Відносини між персонажами
Із членами своєї команди Лі має міцні дружні стосунки. Тен Тен часто допомагала Лі у тренуваннях, вона завжди намагалася помирити Рока Лі і Неджі. Лі надзвичайно піклується про дівчину, це особливо видно під час Екзамену для підвищення у званні до рівня Чунін.
Із Неджі Г’юґа у Рока Лі спочатку були дуже непрості стосунки. Лі постійно змагався із Неджі, оскільки той був справжнім генієм. Однак Неджі не сприймав Лі як суперника, що дуже дратувало хлопця. Однак згодом хлопці миряться, Неджі навіть вирушає на місію замість Рока Лі. Хлопці стали найкращими друзями , і в команді врешті запанував мир.
Рок Лі надзвичайно закоханий у Сакуру Харуно, зустрівши її вперше, він одразу признається дівчині у почуттях. Однак Сакура відмовляє Лі, назвавши його дивним і згодом лютує, побачивши знову. Тоді вона критикує його зовнішній вигляд, чим дуже засмучує Лі. Однак згодом, після подій на Екзамені для підвищення у званні до рівня Чунін, Сакура бачить, що Лі насправді чудова людина. Вона стає його другом, хоча не має до нього жодних романтичних почуттів.
Побачивши Саске, Рок Лі одразу визнає його своїм суперником. Під час їхнього двобої він каже, що сильніший за Саске. Однак у Лісі Смерті Рок Лі визнає всю силу Саске, посилену від Проклятої Мітки. Так само Рок Лі згодом визнає своїм суперником Наруто, він вважає цих двох дуже сильними і не хоче здатися слабшим за них. Попри це, хлопці є друзями і готові прийти на допомогу в будь-який момент.
Людиною, яка повірила у Лі, був його сенсей, Майто Ґай. Він дав хлопцю сили і віри себе, підтримуючи його і навчаючи найсильніших технік. Лі вважає Ґая найкращим у світі вчителем, нікому не дозволяє його ображати і завжди слухає його порад.

## Перша частина

### Дитинство
Рок Лі був одним з найгірших випускників Академії Нідзя. Це сталося через те, що у хлопця не було жодного таланту до Нінджутсу та Ґенджутсу. Та і його Тайджутсу потребувало роботи. Тому решта учнів насміхалися над Лі і дражнили його. Однак Лі нікого не слухав, він тренувався як божевільний, виконуючи різноманітні вправи безперервно протягом доби. Згодом його старання окупилися, і він закінчив Академію Ніндзя.

### Команда Ґая

Рок Лі атакує Досу Кінута у Лісі Смерті

Лі разом із Неджі Г’юґа та Тен Тен був направлений у команду Майто Ґая. Спочатку Лі був повним невдахою, провалював усі місії і завжди програвав Неджі. Однак згодом Майто Ґай розповідає Лі, що сам також був невдахою, однак повірив у себе і став прекрасним ніндзя. Після цього Лі почав надзвичайно прогресувати - він повірив у себе, а ще у нього з’явилася людина, яка його підтримувала - його сенсей Ґай. Він навчав Лі найкращих технік Тайджутсу( відкинувши Нінджутсу і Ґенджутсу, які Лі не міг опанувати), які знав сам, і згодом ( за словами Ґая)Лі став “ найкращим у світі спеціалістом Тайджутсу”.Безумовно Лі став набагато сильніший за справжнього генія неджі.
Вперше із головними персонажами Лі знайомиться під час Екзамену для підвищення у званні до рівня Чунін, де він кидає виклик Саске Учіга і освідчується в коханні Сакурі Гаруно. Згодом, у Лісі Смерті, Лі приходить Сакурі на допомогу, коли вона одна протистоїть трьом ніндзя Селища Звуку. Хоча йому не вдається перемогти, однак він піднімає дух Сакури і змінює її ставлення до себе.
Пройшовши ІІ тур, у відбіркових поєдинках Лі доводиться зустрітися із Ґаара, найсильнішим Ґенін Селища Піску. Там Лі показує свої неймовірні здібності Тайджутсу, однак не може перемогти Ґаара із його нелюдським контролем піску. Під час цього поєдинку всі бачать силу волі Лі і визнають, що попри відсутність таланту, він став прекрасним ніндзя. Більше Лі не може продовжувати змагання, оскільки програв бій і його тіло навряд чи зможе повністю загоїтися. Лікарі ставлять на Лі хрест, кажучи, що йому більше ніколи не бути ніндзя.

### Саске покидає Коногу
Однак Тсунаде, яка стала Гокаґе, проводить на Лі операцію, яка дозволяю йому і надалі залишатися ніндзя. Під час його реабілітації Саске покидає Коногу. Лі не може брати участь у місії, оскільки його рани не повністю загоїлися. Тому він дуже перживає за всіх учасників місії.
Однак Лі не витримує сидіти , склавши руки. Він втікає з лікарні і поспішає на допомогу друзям. Лі з'являється у самий пік поєдинку Наруто і Кімімаро. Він стає на місце друга, дозволяючи йому і надалі переслідувати Саске, а сам починає поєдинок із Кімімаро. Під час двобою Лі випиває буцімто ліки, а насправді – пляшечку саке. Після цього він геть п’яніє, однак продовжує поєдинок навіть у такому стані. Коли Кімімаро мав би от-от перемогти, на допомогу Лі приходить Ґаара. Рок Лі миттєво тверезіє, і продовжує боротися із Кімімаро пліч-о-пліч із Ґаара.
Згодом Лі часто з’являється у філерах аніме, як-от беручи участь у місії проти Райґи, ніндзя, що заволодів певним поселенням. Там він разом із Неджі, Наруто і Тен Тен рятують людей і перемагають Райґу.

## Друга частина

### Нова зустріч

Рок Лі у ІІ частині

Із Лі ми зустрічаємося доволі швидко - під час місії по врятуванню Ґаара. Там Лі доводиться зустрітися із власним клоном, який має всі його можливості і навички. Однак Лі вдається перемогти його, досягнувши нового рівня вже під час цього поєдинку.
У ІІ частині Лі досяг рівня Чунін. Також він стає ще більше схожим на Ґая, одягаючи таку саму жилетку( уніформу більшості ніндзя).

### Техніки
Маючи лише мізерні задатки до Тайджутсу, Лі згодом так розвинув їх, що став неперевершеним майстром . Він завжди носить на ногах певні “ тягарі”, знявши які здатен розвинути неймовірну швидкість. І навіть з ними Лі є надзвичайно швидким і гнучким.
Лі вивчив найскладніші техніки Тайджутсу, як-от: Основний Лотос та Прихований Лотос. Вони дозволяють атакувати супротивника на величезній швидкості і з неймовірною силою, тому вижити після цих технік майже неможливо. Однак ці джутсу є дуже небезпечними, оскільки навантаження, що йде на тіло, просто нестерпне.
Найбільшим умінням Лі є здатність відкривати Внутрішні Ворота- канали з чакрою всередині організму, що дозволяє збільшити силу у 10 разів. Лі здатен відкривати 5 із 8 внутрішніх воріт.